# ザクミ
ザクミ（Zakumi）はワールドカップ南アフリカ大会の公式マスコット。

## 概要
2008年9月22日、大会組織委員会は南アフリカのヨハネスブルグにおいて2010年に開催の2010 FIFAワールドカップ南アフリカ大会のマスコットとして公開された。

香港の街頭に設置されたザクミ像
マスコットはヒョウをイメージしてデザインされた。語源は現地の言葉で、南アフリカを意味する単語のイニシャル「ZA」と、大会の開催年である「2010年」の「10」を意味する「kumi」を組み合わせた造語。